# Xenoblade Chronicles X
Xenoblade Chronicles X, in Japan Xenoblade X (jap. ゼノブレイド クロス, Zenobureido Kurosu, sprich Xenoblade Cross), ist ein Japanisches Rollenspiel, das vom japanischen Studio Monolith Soft für die Heimkonsole Wii U entwickelt wurde. Die japanische Version wurde am 29. April 2015 vom Wii-U-Hersteller und Monolith-Soft-Eigentümer Nintendo veröffentlicht. In den USA und Europa erschien das Spiel am 4. Dezember 2015.
Bei dem Spiel handelt es sich um den geistigen Nachfolger von Xenoblade Chronicles (Wii, 2010) und einen Teil von Tetsuya Takahashis Xeno-Serie. Das Spielkonzept basiert auf dem des Vorgängers, die Handlung jedoch soll weitestgehend unabhängig sein.

## Spielbeschreibung

### Handlung
Die Handlung des Spiels knüpft nicht direkt an die von Xenoblade Chronicles an, soll aber einige Gemeinsamkeiten aufweisen. Somit soll es sich bei dem Titel um einen geistigen Nachfolger handeln.
Am Beginn der Handlung steht der Krieg zweier außerirdischer Rassen, die sich in direkter Nähe der Erde bekriegen. Im Laufe dieses Kampfes wird die Erde zerstört. Einige Überlebende fliehen mit einem Raumschiff, welches auf einem anderen Planeten abstürzt. Hier bauen die Überlebenden eine neue Stadt namens New Los Angeles auf. Der Spieler übernimmt die Rolle einer dieser Personen und wird bei Spielbeginn von der Soldatin Elma geborgen. Er kann zu Spielbeginn das Design seiner Spielfigur festlegen.

### Spielprinzip
Das Spiel ist, wie auch schon der Vorgänger, in einer offenen Welt angesiedelt. Dort kämpft der Protagonist mit einer Gruppe von bis zu drei Mitkämpfern gegen heimische Tierwesen und Xenoforme, erkundet die fünf Gebiete des Planeten Mira (Primordia, Noctilum, Oblivia, Sylvalum und Cauldros) und steigt so im Level auf. Der Spieler hat die Möglichkeit, sich in Mechs (im Spiel „Skells“ genannt) fortzubewegen, die sowohl fliegen, fahren und sich anderweitig transformieren können. Es wurden einige Elemente, z. B. das Kampfsystem, aus dem Vorgänger übernommen. Man hat die Möglichkeit, den Hauptcharakter selbst zu erstellen.

## Entstehungsgeschichte

### Entwicklung
Im Mai 2010 brachte Nintendo in Japan Xenoblade Chronicles aus dem Hause Monolith Soft für die Wii auf den Markt. Erst 2011 bzw. 2012 kam es in Europa und Nordamerika heraus. Tetsuya Takahashi, der Director des Spiels, hatte früher bei Square Enix an JRPGs wie Final Fantasy, Chrono Trigger oder Xenogears mitgewirkt. Im Januar 2010 verriet er in einem Interview mit der Famitsu, mit Xenoblade wenig zufrieden gewesen zu sein. Das Spiel stellte er dort als bloße Vorbereitung auf sein nächstes Spiel dar.
Vermutlich direkt im Anschluss an die Veröffentlichung des Wii-Spiels begann Monolith Soft die Entwicklung von Xenoblade Chronicles X. In Zusammenhang mit dem Projekt stehen auch Stellenausschreibungen, die im Dezember 2010 und im Juni 2011 auf der Studio-Homepage veröffentlicht wurden. Im Rahmen dieser Ausschreibungswelle wurde erstmals öffentlich bekannt, dass Monolith Soft an einem umfangreichen JRPG für die Wii U arbeitet.
In einem in diesem Zusammenhang veröffentlichten Interview äußerte der Programmierer Michihiko Inaba, dass Monolith Soft Interesse am Wii U GamePad habe. Auch äußerte er sich über die Technik des Wii-U-Projektes. So habe sich das Studio vorgenommen, an die Leistungen westlicher Studios wie Bethesda anzuknüpfen. Ferner wurde bekannt, dass Monolith Soft bereits Erfahrung mit der Entwicklung von HD-Spielen gesammelt habe. Als Nintendo-Tochter hat das Studio zwar keine Spiele für die Konkurrenzkonsolen der Wii entwickelt, wohl aber dort mit den Möglichkeiten von HD-Grafik experimentiert.

### Ankündigungen
Bereits vor seiner offiziellen Ankündigung tauchte Xenoblade Chronicles X im Oktober 2012 in einem Nintendo-Finanzbericht unter der Beschreibung „ein brandneues Spiel von Monolith Soft“ auf.
Am 23. Januar 2013 stellte Nintendo-Präsident Satoru Iwata das Spiel in einer Nintendo-Direct-Ausstrahlung erstmals der Öffentlichkeit vor. Ein Titel wurde damals noch nicht genannt. Am Ende des vorgestellten Trailers wurde ein großes, rotes X gezeigt, weshalb das Spiel in der folgenden Zeit häufig als X bezeichnet wurde.
Am 11. Juni 2013 stellte Nintendo während seiner E3-Pressekonferenz den zweiten Trailer zum Spiel vor. Wieder wurde kein Titel genannt. Als vorläufigen Erscheinungstermin nannte der Konzern 2014.
Den dritten Trailer zum Spiel zeigte Nintendo ein Jahr später, am 10. Juni 2014, während der E3 2014. Der Trailer gab erstmals einen Einblick in die Handlung des nun als Xenoblade Chronicles X betitelten Spiels. Ferner kündigte Nintendo eine Verschiebung an. So werde der Titel, anders als ursprünglich geplant, weltweit 2015 herauskommen, laut des E3-Trailers von 2015 am 4. Dezember.
Am 5. August 2015 kündigte Nintendo an, dass das Spiel seine Europa-Premiere auf der gamescom 2015 feiern wird und nach wie vor im Dezember erscheinen soll.

## Download-Inhalte
Für Xenoblade Chronicles X gibt es kostenpflichtigen Download Content (DLCs). Bisher wurden vier Charakterpakete veröffentlicht, die jeweils drei zusätzliche Missionen enthalten, deren Abschluss einen neuen Charakter freischaltet. Jedes dieser Pakete kostet 500 Yen (entspricht ungefähr 4 Euro). Außerdem wurden drei „Support Quest“-Pakete zu je 300 Yen (ungefähr 2 Euro) veröffentlicht, mit Hilfe derer man die Spielwährung sowie Erfahrungspunkte schneller als gewöhnlich erhält. Alle Pakete gemeinsam sind als Bundle für 2000 Yen erhältlich. In der europäischen und US-amerikanischen Version des Spiels sind die genannten DLCs bereits enthalten.

### Wertungsspiegel
Die erste Bewertung des Spiels erfolgte durch das japanische Videospielmagazin Famitsu. Dort erhielt das Spiel 34 von 40 möglichen Punkten (9/9/8/8). Deutsche Nintendo-Magazine haben das Spiel ebenfalls sehr gelobt.